# Distretto di El Porvenir (San Martín)
Il distretto di El Porvenir è uno dei quattordici distretti  della provincia di San Martín, in Perù. Si trova nella regione di San Martín e si estende su una superficie di 472,61 chilometri quadrati.

Istituito il 18 giugno 1962, ha per capitale la città di Pelejo; al censimento 2005 contava 1.614 abitanti.